# القليعة (الوالدية)
القليعة هو دُوَّار يقع بجماعة الوليدية، إقليم سيدي بنور، جهة الدار البيضاء سطات في المملكة المغربية. ينتمي الدوّار لمشيخة الوليدية التي تضم 9 دواوير. يقدر عدد سكانه بـ 592 نسمة حسب الإحصاء الرسمي للسكان والسكنى لسنة 2004.

## روابط خارجية
- البوابة الوطنية للجماعات الترابية
- المندوبية السامية للتخطيط